# 尼尔·亚当斯
尼尔·亚当斯（英語：Neil Adams，1958年9月27日—），英国男子柔道运动员。他曾代表英国参加1980年、1984年和1988年夏季奥林匹克运动会柔道比赛，其中1980年和1984年奥运会各获得一枚银牌。